# Комедія (фільм, 2012)
Комедія (англ. The Comedy) — американський метамодерний фільм 2012 року режисером і співавтором Ріка Алверсона з Тімом Хайдекером у головній ролі. Актори другого плану включають Ерік Уерхайм (Тім і Ерік), Джеймс Мерфі (LCD Soundsystem) і Грегг Теркінгтон (більш відомий як Ніл Гамбургер). Прем'єра фільму відбулася на кінофестивалі Санденс у 2012 році та показана в рамках таких фестивалів, як Maryland Film Festival 2012. Фільм був розповсюджений компанією Tribeca Film і вийшов у кінотеатр 9 листопада 2012 року. Починаючи з 24 жовтня 2012 року, він розійшовся по всій країні на замовлення. Незважаючи на назву та використання коміків як акторів, головний програміст фестивалю SundanceТревор Грот каже, що фільм не є комедією, а натомість «провокацією, критикою культури, заснованої в своїй основі на іронії та сарказму та про те, наскільки це порожньо». Фільм навмисно просочився на різні торрент-сайти, хоча у файлі показано лише перші десять хвилин, перш ніж різко перейти до Хайдекера, який мовчки сидить на човні за прокручуваною заявою про боротьбу з піратством.

## Сюжет
Свонсон (Хайдекер) — старіючий хіпстер вищого класу, який по черзі відчуває апатію та образу на оточення. Він живе на човні і проводить час на вечірках і блукаючи по Брукліну зі своїми не менш привілейованими друзями, без гумору висміюючи різних людей, яких вони зустрічають. На початку фільму його батько перебуває в комі, і Свонсон збирається успадкувати його маєток. Він згадує, що у нього є брат, який потрапив у стаціонар, хоча неясно, де. Єдиний знайомий зв'язок, який він має, це його невістка (Ліза Кейт).
У фільмі немає чіткої розповіді, натомість демонструються віньєтки образливої поведінки Свонсона, коли він імпровізує ситуації, щоб зробити незнайомих і знайомих незручними. Свонсон і його друзі (Ерік Уерхейм, Джеймс Мерфі, Річард Свіфт) постійно знущаються над своїм менш розумним другом Каргіллом (Джефф Дженсен) після того, як він зізнається, що вони важливі для нього. Cargill продовжує проводити з ними час незважаючи на це. Свонсон фліртує з жінкою на вечірці, саркастично вихваляючи Гітлера. Наступного ранку вона спить оголеною в човні Свонсона, і він урочисто перевозить її назад на сушу. Свонсон і його друзі відвідують церкву, де оскверняють різні предмети і влаштовують сцену. Свонсон один відвідує бар у Гарлемі, виставляючи напоказ своє багатство та ображаючи афроамериканських покровителів, пропонуючи йому облагородити це місце. Одного разу Свонсон платить таксисту 400 доларів за те, щоб він дозволив йому керувати автомобілем, але щоб він необережно прискорився і переслідував жінку на вулиці.
Ставши нудьгувати, Свонсон знаходить підробіток посудомийкою. Його іронічне почуття гумору привертає увагу офіціантки (Кейт Лін Шейл), яку він згодом бере на свій човен. Оскільки Свонсон незграбно не вдається зробити крок, у жінки стався напад. Замість того, щоб допомогти, він спостерігає за нею зі смутним інтересом. Одного разу ввечері друг Суонсона Ван (Варехейм) показує їхній групі слайд-шоу із фотографій свого дитинства, перемішавши старовинні порнографічні зображення як кляп. Незважаючи на початковий сміх, група зрештою замовкає, і всі виглядають апатичними. В останній послідовності Свонсон відвідує пляж, де він грає у воді з маленькою дитиною, що йому, здається, справді подобається.

## Актори
| Актор             | Роль                 |
| ----------------- | -------------------- |
| Тім Хайдекер      | Свонсон Ерік Верхайм |
| Ван Харман        |                      |
| Джеффрі Дженсен   | Каргілл              |
| Джеймс Мерфі      | Бен                  |
| Грегг Теркінгтон  | Боббі                |
| Кейт Лін Шейл     | офіціантка           |
| Ліза Кейт         | невістка Свонсона    |
| Алексія Расмуссен | молода жінка         |
| Річард Свіфт      | Річард               |

## Відгуки
Фільм отримав неоднозначні відгуки критиків. Він отримав сукупний рейтинг 47 % на Rotten Tomatoes на основі 34 оглядів і 46 % на Metacritic на основі думок 15 критиків (вказуючи на «змішані або середні відгуки»). Наприклад, Девід Льюїс із San Francisco Chronicle писав, що фільм був «одним із самих поблажливих, претензійних і некумедних фільмів року», тоді як Скотт Тобіас із The A.V. Клуб поставив фільму оцінку «A−», написавши, що «мало фільмів краще сформулювали межі іронії як силового поля проти світу». Аарон Хілліс із The Village Voice назвав це «надзвичайно блискучим… нудною критикою прав, у якому авангардний комік Тім Хайдекер у головній ролі є одним із привілейованих Вільямсбурга». Фільм порівнюють як з La Dolce Vita, так і з «Ідіотами». Фільм мав обмежений прокат, зібрав 41 113 доларів у чотирьох кінотеатрах за вісім тижнів